# Цитология

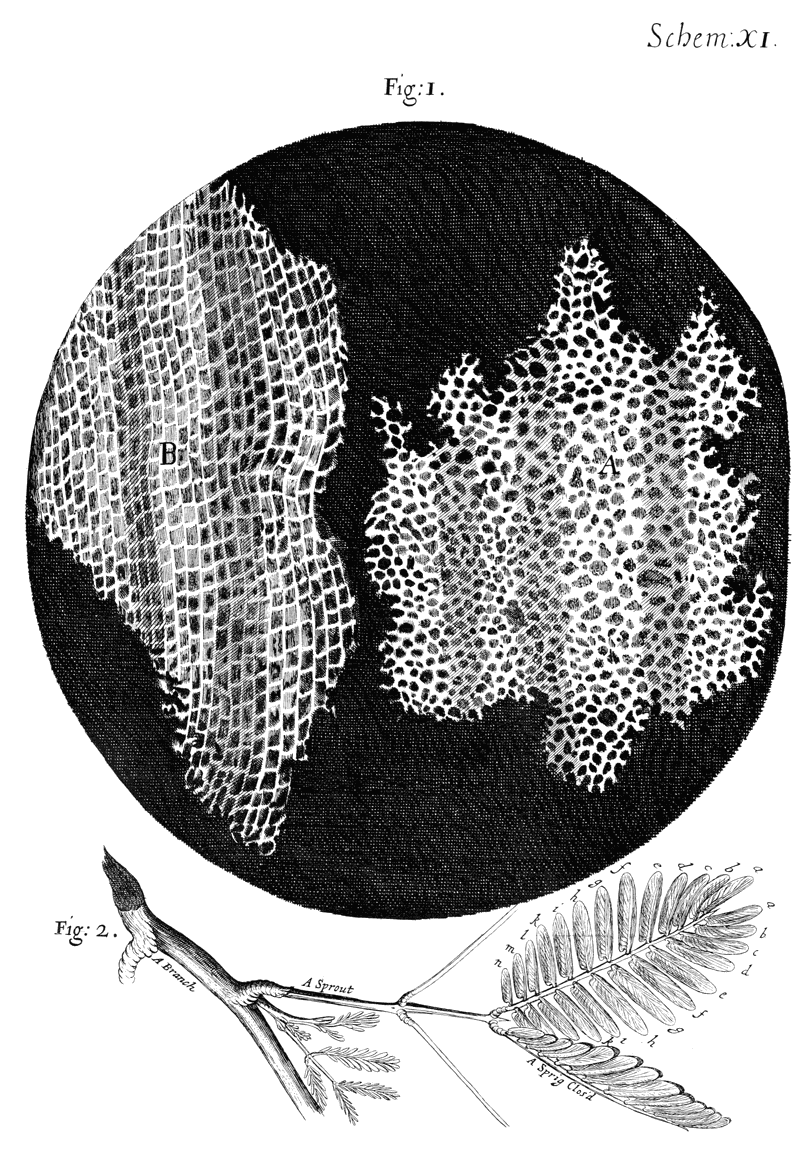
Рисунок Роберта Гука, изображающий срез пробковой ткани под микроскопом (из книги Micrographia, 1664 год)

Цитоло́гия (от греч. κύτος — «клетка» и λόγος — «учение», «наука») — раздел биологии, изучающий живые клетки, их органеллы, их строение, функционирование, процессы деления, старения и смерти.
Также известна как «клеточная биология», «биология клетки» (англ. cell biology).

## Возникновение и развитие цитологии
Термин «клетка» впервые использовал Роберт Гук в 1665 году, при описании своих «исследований строения пробки с помощью увеличительных линз». В 1674 году Антони ван Левенгук установил, что вещество, находящееся внутри клетки, определённым образом организовано. Он первым обнаружил клеточные ядра, а так же впервые описал эритроциты, одноклеточные организмы, сперматозоиды и  бактерии. Ученые Марчелло Мальпиги и Неемия Грю в конце XVIII века систематизировали данные о клеточном строении растений, введя термин «ткань». Немецкий физиолог Каспар Фридрих Вольф обосновал роль клетки как единицы роста и развития организмов.
Изучение клетки ускорилось в 1830-х годах, когда появились усовершенствованные микроскопы. В 1838—1839 ботаник Маттиас Шлейден и анатом Теодор Шванн практически одновременно выдвинули идею клеточного строения организма. Т. Шванн предложил термин «клеточная теория» и представил эту теорию научному сообществу. Возникновение цитологии тесно связано с созданием клеточной теории — самого широкого и фундаментального из всех биологических обобщений. Согласно клеточной теории, все растения и животные состоят из сходных единиц — клеток, каждая из которых обладает всеми свойствами живого.
Важнейшим дополнением клеточной теории явилось утверждение знаменитого немецкого натуралиста Рудольфа Вирхова, что каждая клетка образуется в результате деления другой клетки.
В 1870-х годах были открыты два способа деления клетки эукариот, впоследствии названные митозом и мейозом. Уже через 10 лет после этого удалось установить главные для генетики особенности этих типов деления.
Было установлено, что перед митозом происходит удвоение хромосом и их равномерное распределение между дочерними клетками, так что в дочерних клетках сохраняется прежнее число хромосом. Перед мейозом число хромосом также удваивается, но в первом (редукционном) делении к полюсам клетки расходятся двухроматидные хромосомы, так что формируются клетки с гаплоидным набором, число хромосом в них в два раза меньше, чем в материнской клетке. Было установлено, что число, форма и размеры хромосом — кариотип — одинаково во всех соматических клетках животных данного вида, а число хромосом в гаметах в два раза меньше. Впоследствии эти цитологические открытия легли в основу хромосомной теории наследственности, где важную роль сыграли ученые Карл Рабль и Теодор Бовери.

## Клиническая цитология
Клиническая цитология, как и гистология, является методом морфологической диагностики. Сегодня клиническая цитология занимается в основном диагностикой онкологических заболеваний. Раздел рассматривается в рамках гистологии, патологической анатомии, микробиологии и биохимии.